# Pikelinia aikewara
Espèce
Synonymes
- Misionella aikewara Brescovit, Magalhaes & Cizauskas, 2016

Pikelinia aikewara est une espèce d'araignées aranéomorphes de la famille des Filistatidae.

## Distribution
Cette espèce est endémique du Brésil. Elle se rencontre au Pará à São Geraldo do Araguaia et au Tocantins à Xambioá et Ananás dans des grottes de la Serra das Andorinhas.

## Description
Le mâle holotype mesure 2,7 mm et la femelle paratype 5,6 mm.

## Systématique et taxinomie
Cette espèce a été décrite sous le protonyme Misionella aikewara par Brescovit, Magalhaes et Cizauskas en 2016. Elle est placée dans le genre Pikelinia par Magalhaes et Ramírez en 2022.

## Publication originale
- Brescovit, Magalhaes & Cizauskas, 2016 : « Three new species of Misionella from northern Brazil (Araneae, Haplogynae, Filistatidae). » ZooKeys, no 589, p. 71-96 (texte intégral).